# Acacia hilliana
Acacia hilliana — вид квіткових рослин з родини бобових. Ареал: Австралія (Північна територія, Західна Австралія, Квінсленд).

## Середовище
Hосте в різних угрупованнях, переважно у відкритих лісах, чагарниках або луках з евкаліптами, акаціями та спініфексами; зазвичай на бідних кам'янистих піщаних ґрунтах або на червоних пісках і невисоких дюнах. Як корм не має значення. Це одна з багатьох акацій з липкою смолою, яка може допомогти зменшити втрату вологи.

## Біоморфологічна характеристика
Це розлогий кущ заввишки до 1 метра. Неяскраві ребристі гілки зазвичай поширюються горизонтально, надаючи чагарнику вигляд з плоскою вершиною. Від зелених до сіро-зелених філодіїв поодинокі або іноді в скупченнях по два-три у вузлах, у довжину від 2 до 7 см і в діаметрі приблизно 1 мм і є прямими або неглибоко вигнутими вгору. Цвіте з березня по жовтень, утворюючи золотисто-жовті квітки. Плоскі, товсті й лінійні темно-коричневі стручки завдовжки від 2 до 8 см і вшир від 2 до 6 мм. Прямовисні дерев'яні стручки липкі від смоли і мають запах, схожий на цитронеллу або лимонну траву. Насіння еліпсоїдної форми від матового до злегка блискучого коричневого кольору має довжину від 3 до 5,5 мм. 